# Abu Mansur Maturidi
Muhammad Abu Mansur al-Maturidi (rođen 853. – umro 944.) (perzijski:محمد بن محمد بن محمود أبو منصور ماتریدی سمرقندی حنفی) bio je iranski muslimanski (sunitski) teolog i učenjak islamske jurisprudencije i kuranske egezegeze. Al Maturidi se smatra jednim od pionira islamske jurisprudencije te je autor dva teksta koji se smatraju autoritativnim među islamskim pravnicima. U svoje vrijeme je uživao izuzetan ugled.

## Bibilografija
- Kitab Al Tawhid ('Knjiga monoteizma')
- Kitab Radd Awa'il al-Adilla, kritika knjige Mu'tazilija
- Radd al-Tahdhib fi al-Jadal, još jedna kritika knjige Mu'tazilija
- Kitab Bayan Awham al-Mu'tazila (Knjiga razotkrivanja pogrešaka Mu'tazile)
- Kitab Ta'wilat al-Qur'an ('Knjiga tumačenja Kurana')
- Kitab al-Maqalat
- Ma'akhidh al-Shara'i' in Usul al-Fiqh
- Al-Jadal fi Usul al-Fiqh
- Radd al-Usul al-Khamsa, kritika Abu Muhammad al-Bahilijevog tumačenja Pet načela Mu'tazile
- Radd al-Imama, kritiika šijitskog koncepta imamata;
- Al-Radd 'ala Usul al-Qaramita
- Radd Wa'id al-Fussaq, kritika mutazilitskog nauka da će veliki grešnici biti vječno u paklenoj vatri.

## Vanjske poveznice
- (engl.) Biography of Imâm Al Mâturîdî by Shaykh GF Haddâd  Arhivirana inačica izvorne stranice od 27. rujna 2011. (Wayback Machine)
- (fr.) Biography of Imâm Al Mâturîdî by at-tawhid.net